# Edmond Giscard d'Estaing
Pour les autres membres de la famille, voir Famille Giscard d'Estaing.
Jean Edmond Lucien Giscard devenu Giscard d'Estaing en 1925, né le 29 mars 1894 à Clermont-Ferrand et mort le 3 août 1982 au château de Varvasse à Chanonat (Puy-de-Dôme), est un haut fonctionnaire et homme d'affaires français.

## Biographie

### Famille
Edmond est le fils de Valéry Giscard (1862-1916), avocat et conseiller à la cour d'appel de Riom, et de Marie Louise Antoinette Monteil (ou Monteil-Ansaldi). Il est le frère de René Giscard d'Estaing, conseiller d'État.
Le 18 avril 1923, il épouse Marthe Clémence Jacqueline Marie dite May Bardoux (1901-2003), fille du député Jacques Bardoux et de Geneviève Georges-Picot, dont il eut cinq enfants : 
- Sylvie Giscard d'Estaing (8 décembre 1924 à Coblence - 18 mai 2008 à Saint-Cloud), épouse d'Emmanuel de Las Cases[3]. Elle fut maire de Prinsuéjols ;
- Valéry Giscard d'Estaing (2 février 1926 à Coblence - 2 décembre 2020 à Authon), ancien président de la République française ;
- Olivier Giscard d'Estaing (30 décembre 1927 à Paris 8e - 13 septembre 2021 à Vierzon), ancien député, ancien maire d'Estaing, cofondateur de l'INSEAD ;
- Isabelle Giscard d'Estaing (6 avril 1935 à Paris 8e - 17 décembre 2021 à Paris 16e), présidente du Festival de la Vézère, épouse de Guy de Lasteyrie du Saillant ;
- Marie-Laure Giscard d'Estaing (16 décembre 1939 au château de Varvasse (Chanonat)), épouse de Jacques de Froissard de Broissia.

Edmond Giscard, ainsi que plusieurs membres de sa famille, fut autorisé, par un décret en Conseil d'État en date du 17 juin 1922, à relever le nom de sa trisaïeule Lucie-Madeleine d'Estaing de Réquistat Dubuisson (1769-1844), comtesse de La Tour Fondue, dernière du nom d'Estaing, afin de s'appeler Giscard d'Estaing.

### Formation
Il suit des études d'histoire et de droit. Il obtient sa licence d'histoire en 1913 et sa licence de droit en 1914. Il suit des cours à l'École libre des sciences politiques, et étudie au sein d'une écurie de préparation au sein de l'école, sans en être diplômé. 

### Carrière
Il joue un rôle de premier plan dans les affaires indochinoises dans les années 1930, puis après guerre. Avant 1939, il est membre de huit conseils d'administration différents dans cette colonie, soit en qualité de simple administrateur (Crédit foncier de l'Indochine, Société des papeteries de l'Indochine, Verreries d'Extrême-Orient, Crédit Hypothécaire de l'Indochine), soit en qualité de président (Société anonyme Chalandage et remorquage, Société Indochinoise des Cultures Tropicales, Sucreries et raffineries de l'Indochine) toutes cotées à la Bourse de Paris.
Il est inspecteur des finances et économiste, président de comités de la Chambre de commerce internationale et président de la Société du tunnel du Mont-Blanc. Il préside, à partir des années 1930, la Société financière française et coloniale (SFFC), qu'il parvient à redresser financièrement. Cette société change de nom en 1949 et devient la puissante Société financière pour la France et les pays d'Outre-Mer, qu'il continue à présider. Il démissionne de la présidence de la SOFO le 28 juin 1973 ; le discours d'adieu est prononcé par René Bousquet, membre du conseil d'administration.
Il est élu membre de l'Académie des sciences morales et politiques au fauteuil d'Edouard Payen. Il est maire de Chanonat de 1932 à 1947.
Sous le régime de Vichy, il est décoré de l'ordre de la Francisque, mais ne participe pas à la collaboration et est regardé avec méfiance par les autorités allemandes.
Sur la foi d'un document des Renseignements généraux datant de 1945, Annie Lacroix-Riz affirme qu'Edmond Giscard d'Estaing a été membre d'une société secrète « France 1950 (ou F.1950) » que l'historienne rattache à la « Synarchie ».
Edmond Giscard d'Estaing a publié une quinzaine d'ouvrages sur l'économie, ainsi qu'un essai de philosophie éthique, La Monarchie intérieure. 
Il est inhumé à Saint-Amant-Tallende (Puy-de-Dôme).

## Décorations
- Grand officier de la Légion d'honneur[14].
- Commandeur de l'ordre de l'Économie nationale (1954)[15]
- Ordre de la Francisque

## Pour approfondir